# Chironomus okinawanus
Chironomus okinawanus är en tvåvingeart som beskrevs av Hasegawa och Sasa 1987. Chironomus okinawanus ingår i släktet Chironomus och familjen fjädermyggor. Inga underarter finns listade i Catalogue of Life.